# Moria
Nas obras de J. R. R. Tolkien, Moria (sindarin: "Abismo Negro") foi o nome dado pelos Eldar a um enorme complexo subterrâneo no noroeste da Terra Média, que compreende uma vasta rede de túneis, câmaras, minas e enormes salões ou mansões, que corria por baixo e, finalmente, através das Montanhas Sombrias. Lá, há milhares de anos, viveu o clã anão conhecido como os Barbas-Longas. O nome dado a Moria pelos anões é Khazad-dûm, o que pode significar Salão dos Anões.
De acordo com a ficção de Tolkien, a cidade e centro industrial dos Anões ao mesmo tempo também foi chamada de Hadhodrond (pronuncia HATH-o-drond, com "th" como em this) pelos Sindar, Casarrondo pelos Noldor e Phurunargian na língua comum, tudo significa a Mina dos Anões (do original Dwarrowdelf; sendo dwarrow uma palavra em inglês arcaico para anões). Por mais de mil anos da Terceira Era foi amplamente conhecida como Moria, "Abismo Negro" ou "Abismo Negro", do sindarin mor="negro" e iâ="vazio, abismo, cova".
Tem sido sugerido que Tolkien - um ardente católico - pode ter usado esse nome como uma referência para as montanhas de Moriá, onde (de acordo com o livro de Gênesis) Abraão foi sacrificar seu filho, Isaque. No entanto, o próprio autor negou categoricamente essas derivações, dizendo que "Quanto à Moria ... isso significa ... Abismo Negro [em sindarin]. ... Quanto à 'terra de Morīah' (observa-se estresse): que não tem nenhuma ligação qualquer (mesmo 'externamente')."

## História

### Ano das Árvores e Primeira Era
Esse reino fora fundado por Durin, o Imortal muito antes da criação do Sol e da Lua. Durin havia despertado no Monte Gundabad não muito depois dos Elfos, e foi o mais velho dos Sete Pais dos Anões, tendo grande proeminência entre eles, um status posteriormente herdado por seus descendentes, os reis dos Barbas-Longas.
Do Monte Gundabad, o crescente clã de Durin "espalhou-se ao sul para baixo os vales do Anduin", o tempo todo "sob ataque de orcs de Morgoth". Segundo a lenda, Durin, em última instância encontrou "um vale de sombras entre dois grandes braços das montanhas, acima do qual três picos brancos ficavam brilhantes". Dentro deste vale densamente arborizado, uma longa série de quedas de água levavam até um longo lago oval, que parecia ter uma qualidade mágica: "Lá brilhavam estrelas como joias nas profundezas, muito embora o sol brilhasse no céu". Percebendo essas estrelas como uma coroa de brilho acima de sua cabeça, Durin tomou isso como um sinal auspicioso, e nomeou o lago de Kheled-zâram, o 'Lago-Espelho'. Os três picos que sombreavam o lago eram Barazinbar, ou Caradhras, Zirakzigil, ou Celebdil e Bundushathûr, ou Fanuidhol.
Khazad-dûm cresceu continuamente em tamanho e população ao longo do tempo de vida de Durin, até se tornar a "maior de todas as mansões dos Anões", mesmo antes do retorno dos Noldor para a Terra Média. Por esse tempo, Khazad-dûm já era "um nome e um rumor com origem nas palavras dos anões das Montanhas Azuis" para todos os Eldar de Beleriand. Depois da morte de Durin, a reputação de seu reino continuou a crescer, não apenas por ser seu povo descendente do mais velho dos Sete Pais dos Anões, nem pelo tamanho do reino, mas porque somente lá se encontrava Mithril, um metal muito resistente, usado na fabricação de armas e armaduras. Segundo Bilbo, "mithril é leve como a pena e duro como escamas de dragão".
Khazad-dûm não desempenhou nenhum papel nas guerras de Beleriand, e de fato ganhou um respiro dos ataques de orcs em toda a Primeira Era, "quando Morgoth precisava de toda a sua força" em outros lugares. Os Barbas-Longas mantiveram contato com todos os outros seis clãs anões, e depois dos primeiros homens chegarem em Rhovanion, o reino anão rapidamente começou a negociar com eles, trocando os produtos de suas crescentes habilidades metalúrgicos e de alvenaria por alimentos, para o grande lucro de ambos os povos.

### Segunda Era
Depois da destruição de Beleriand, muitos Anões das cidades arruinadas de Nogrod e Belegost se refugiaram em Khazad-dûm, aumentando ainda mais seu poderio, e junto com uma aliança com Humanos, os Anões venceram facilmente os Orcs, aumentando sua área de domínio.
Com a fundação do reino de Eregion a oeste de Moria, os Elfos e os Anões mantiveram relações amistosas. Inclusive muitos elfos auxiliaram no desenvolvimento dos salões de Khazad-dûm, tornando-a muito mais bela neste período. Celebrimbor (neto do elfo Noldorin Fëanor) e Narvi fizeram juntos os Portões Oeste. Essas portas permitiram que a Senhora-élfica Galadriel passasse para o leste de modo a consolidar seu reino, Lothlórien.
Os Portões Oeste e os Grandes Portões continuaram como os únicos conhecidos, mas se provaram úteis durante a Guerra dos Elfos e de Sauron, o Segundo Senhor do Escuro, na metade da Segunda Era: depois de vencer os elfos de Eregion, as hostes de Sauron foram surpreendidas por um ataque maciço de Anões de Khazad-dûm, que se retiraram para trás dos portões de Narvi quando seu propósito foi atingido. Depois disso, Sauron passou a odiar Khazad-dûm e atacá-la sempre que possível. Embora encontrasse grandiosa resistência, o povo de Durin passou a diminuir.

### Terceira Era
Com a primeira derrota de Sauron Khazad-dûm pode de certa forma se recuperar, e somente 1300 anos depois os ataques de goblins (uma raça inferior de orcs) recomeçaram. Mas o perigo de fora não era o maior: como as minas de Mithril mais superficiais haviam se esgotado, os Anões cavaram mais fundo, acabando por despertar um demônio de Morgoth, o Primeiro Senhor do Escuro: um balrog. Esse balrog acabou matando o Rei Durin VI, e seu filho, Náin. Os Anões não conseguiram vencê-lo, e fugiram então para Erebor. Esse balrog ficou conhecido como A Ruína de Durin. Khazad-dûm ficou deserta, e os elfos aí a renomearam Moria. Os Orcs das Montanhas Nebulosas se alojaram lá, provavelmente por ordens de Sauron.
Muitos séculos depois, despachado de Erebor pelo Dragão Smaug, Thrór, herdeiro de Durin tentou recuperar Moria, mas foi assassinado pelo chefe Orc Azog, o que fez com que o povo durim se unisse para vingar seu rei. Houve uma Batalha, a Guerra dos Anões e Orcs, naquele Azog foi derrotado por Dáin Pé de ferro. No entanto, os Anões sofreram grandes perdas e não ousaram enfrentar a Ruína de Durin. Os Anões tiveram de queimar seus mortos já que não dispunham de criptas suficientes. Depois disso, Thorin, filho de Thráin II tentou recuperar as minas, mas Dáin o impediu e profetisou que um poder que não era dos anões deveria chegar antes que o povo de Durin pudesse retornar a Moria.
Perto do fim da Terceira Era, o anão Balin trouxe alguns companheiros para tentar reabrir a cidade, mesmo contra o desejo do Rei. No início tudo deu certo, mas cinco anos depois os Orcs destruíram a cidade. O Rei Dáin foi por duas vezes visitado por mensageiros de Mordor, a mando de Sauron, que dizia devolver três dos Anéis dos Anões se ele ajudasse na procura do Um Anel.
A Sociedade do Anel passou pelos Portões de Narvi no ano 3019 da Terceira Era, e a essa epóca os Grandes Portões já estavam desmoronados. Uma grande parte do subterrâneo estava inundada e inacessível, e eles contavam que a maioria dos orcs já devesse ter sido morta durante a Batalha dos Cinco Exércitos, mas eles tiveram de enfrentar um grande número de orcs e um Troll, antes de encontrar com a própria Ruína de Durin, contra qual Gandalf lutou, e os dois, Balrog e Mago caíram no abismo. O resto da Sociedade conseguiu escapar, e Gandalf e a Ruína de Durin continuaram sua batalha épica longe de outros olhos, nas profundezas de Moria.

### Quarta Era
Mesmo depois de seu exílio de Khazad-dûm, os Anões nunca deixaram de ansiar por seu reino, mesmo depois de mil anos terem passado. Com a morte do Balrog, a Ruína de Durin, o caminho estava livre para que eles a reconquistassem, e consta que em algum século da Quarta Era, Durin VII liderou seu povo de volta para seu reino, conseguindo recuperar algumas antigas riquezas da antes poderosíssima Khazad-dûm.

## Geografia de Khazad-dûm

### O Portão Oeste
Elas eram feitas de Ithildin, que somente refletiam a luz da lua e das estrelas. Ithildin foi criada pelos elfos a partir do Mithril, e nas portas em questão, quando a lua estava cheia, linhas finas e prateadas apareceriam, delineando a porta secreta. Os desenhos no arco foram feitos por Celebrimbor, e mostravam um martelo e uma bigorna (emblemas de Durin), uma coroa e sete estrelas, duas árvores encimadas por luas crescentes e uma única estrela, a Estrela da Casa de Fëanor, de quem Celebrimbor era neto. As inscrições eram, em élfico-cinzento, "Ennin Durin aran Moria. Pedo mellon a minno", "As Portas de Durin, Rei de Moria. Fale, amigo, e entre." A senha para que os portões se abrissem era Amigo.
Pouco depois de a Comitiva do Anel ter atravessado os portões, o Vigia na Água, uma criatura com tentáculos, atacou a Comitiva e derrubou dois grandes Azevinhos que cresciam ao lado das portas, bloqueando a passagem, e também empilhou rochas na frente dos portões. No filme O Senhor dos Anéis, de Peter Jackson, o Vigia destrói os Portões inteiros.

### Câmara de Mazarbul
Era a Câmara dos Registros, na qual se encontrava o túmulo de Balin. Lá havia uma nesga de luz do sol que entrava e batia diretamente sobre a tumba. Duas portas de pedra levavam à câmara. Numa das muitas reentrâncias feitas na parede encontrou-se o Livro de Mazarbul, que continha alguns detalhes sobre um ataque de orcs a Khazad-dûm. Nessa câmara houve uma luta entre um bando de orcs de Moria e um troll das cavernas. Foi lá também que Gandalf deu sua primeira investida contra o Balrog.

### Ponte de Durin
A Ponte de Khazad-dûm era uma ponte estreita de pedra que atravessava uma fenda e levava até próximo aos Portões Leste de Moria, e foi feita para guardá-los. Era uma antiga defesa contra qualquer inimigo que pode ter passado o portão Dimrill (o portão leste) e capturar o Primeiro Salão e as passagens exteriores. Era muito útil por seu grande poder de defesa, já que, sendo, sem corrimão e com pouco mais de 15 metros de comprimento, muito estreita, obrigava quem quisesse atravessá-la a passar em fila indiana, expondo os passantes às flechadas dos Anões.
No primeiro volume de O Senhor dos Anéis, The Fellowship of the Ring, a Comitiva do Anel, que passava por Moria, é obrigada a atravessar a ponte, mas lá eles encontraram a Ruína de Durin. Gandalf então desafiou um Balrog, um espírito Maiar (veja a relação entre Gandalf, um Istar, e os Balrogs no artigo Maiar). Durante a luta, Gandalf quebrou a parte da ponte em que estava o Balrog.

### Escada Interminável
A Escada Interminável seguia da mais baixa masmorra de Moria até a Torre de Durin, no pico de Celebdil. Essa escada era lendária para os Anões, e muitos nem sequer acreditavam em sua existência, mas Gandalf confirmou isso a Gimli, ao recontar sua luta com o Balrog, que encontrou seu fim na Torre de Durin. Essa torre foi destruída. A altura é incalculável, mas Gandalf afirma a Gimli ter escalado muitos milhares de degraus em espiral.
No livro Eragon, de Christopher Paolini há uma estrutura semelhante chamada Vol Turin, traduzida como A Escadaria Interminável